# Liturgusa cayennensis
Liturgusa cayennensis är en bönsyrseart som beskrevs av Henri Saussure 1869. Liturgusa cayennensis ingår i släktet Liturgusa och familjen Liturgusidae. Inga underarter finns listade i Catalogue of Life.